# Heerlijkheid Les Meurins
De heerlijkheid Les Meurins was van de middeleeuwen tot 1795 een Vlaamse heerlijkheid gelegen tussen de Belgische stad Menen en de Franse stad Tourcoing. Haar gronden lagen op delen van de gemeenten Halewijn, Neuville-en-Ferrain en Rekkem.

## Betekenis
De naam zou afgeleid kunnen zijn van het Vlaamse werkwoord meuren voor geuren of stinken. Dit kan op de heerlijkheid gelinkt worden aan de toenmalige textielnijverheid en de wolverwerking. De geur was dan afkomstig van de lokale witte Vlaamse schapen, hun vergaarde wol met wolvet of de producten die gebruikt werden bij de verwerking ervan. Net als het aangrenzende Rekkem, had Halluin meerdere schaapskuddes.. 
Een alternatief is dat de naam is afgeleid van het woord morin voor iets donker. Dit zou dan verwijzen naar meerdere donkere gronden of heide waar de schapen graasden.
Deel 2 van de Cartulaire de l'église collégiale de Saint-Pierre de Lille vermeldt al personen vanaf 1307 met de familienaam Meurin, zoals George de Meurin priester en kapelaan van Saint-Pierre de Lille.

## Geschiedenis
De eerste bronnen verwijzen naar de heren van Halewijn en Karel III van Croÿ, die het zou geërfd hebben van zijn moeder Johanna Hendrika van Hallewyn na haar overlijden in 1581. Het geslacht Halewijn gaat al zeker terug tot Frans Van Halewijn (Gulleghem, 1030), heer van Halewijn en gouverneur van Vlaanderen. Deze familie was ook eigenaar van de aangrenzende heerlijkheid Gavere. 
In 1614 werd het door de gravin van Fürstemberg, samen met de landerijen van Halewijn, Komen en Gavere, overgedragen aan de prins van Chimai Karel van Arenberg. 
De heerlijkheid werd in 1652 in beslag genomen en verordend door de Raad van Vlaanderen in navolging van president Jean-Baptiste della Faille d'Assenede (1650-1666) en vervolgens door hem gekocht.
Tot 1666 was de heerlijkheid Meurins eigendom van de baron van Kruishoutem en latere graaf, Philippe de Jausse de Mastaing (1644-1702). Datzelfde jaar verkochten hij het aan Bernard de Haynin (? - Kortrijk, 1676), baron van Rekkem. Na zijn overleden kwam het toe aan diens erfgenaam ridder Joseph-Ignace de Haynin, heer van Rekkem. 
In 1686 werd de heerlijkheid Frans, toen Halewijn op de Spaanse Nederlanden werd veroverd door Lodewijk XIV. 
Het is niet duidelijk of de Rijselse familie de Bernard de latere eigenaars werden, gezien vanaf 1739 Jean Bernard (Camphin-en-Carembault, 19 januari 1656 - Rijsel, 6 juli 1743) de titel kreeg van seigneur de (Jardin-)Meurin.
In 1779 werd Halewijn-Noord weer bij het toen Zuid-Nederlandse Rekkem gevoegd, waarschijnlijk was dit met een deel van Les Meurins dat nu tot de Meense deelgemeente Rekkem behoort. De heerlijkheid verdween in 1795, toen het ancien régime met de daarbij horende heerlijkheden werd afgeschaft om vervangen te worden door Franse communes of gemeenten.

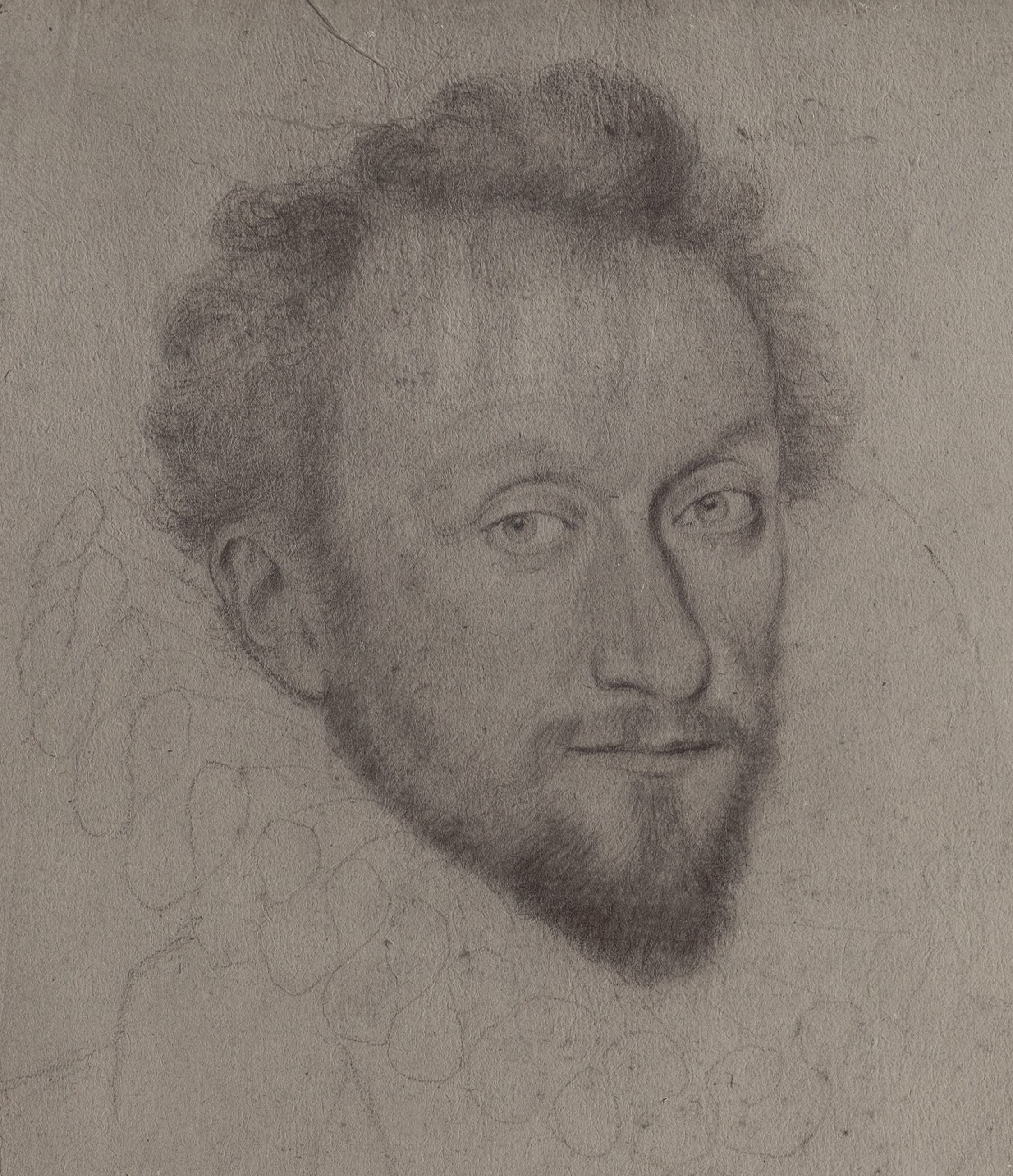
Karel III van Croÿ
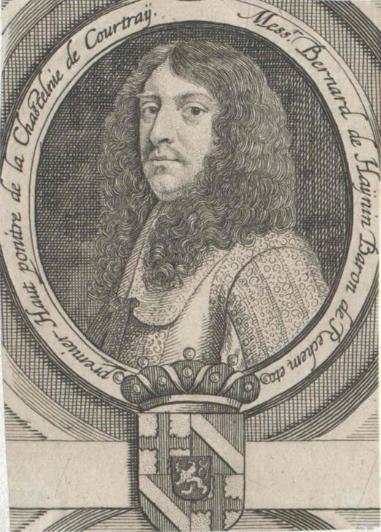
Bernard de Haynin, baron en heer van Rekkem
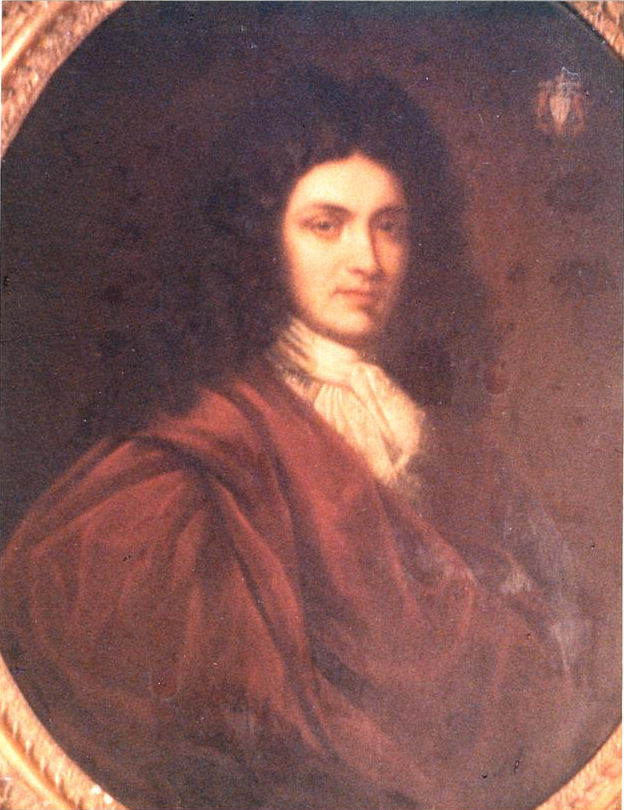
Jean Bernard, heer van Les Meurins

## Beheer
De heer had er het recht op gevonden goederen, nalatenschappen van bastaarden en vreemdelingen. Hij beschikte ook over een baljuw, luitenant of stadhouder, sergeant en schepenen om de lokale orde en administratie te regelen.

## Nabijgelegen
Halewijn, Menen, Moeskroen, Neuville-en-Ferrain, Rekkem, Ronk en Tourcoing.

## Trivia
- Ten oosten van Halewijn en parallel slingerend aan de Belgisch-Franse grens loopt de chemin des Meurins.
- Aan de kruising van de chemin des Meurins en de chemin de Belle Vue werd tijdens het ancien regime de vierschaar gehouden en daar stond ook een schandpaal.